# 사키모리
사키모리(防人, さきもり / ぼうじん)는 일본 아스카 시대(飛鳥時代)에서 헤이안 시대(平安時代), 일본의 율령제도(律令制度) 아래서 시행되었던 군사제도이다.
본 항목에서는 일본에서 시행되었던 사키모리 제도의 연원을 주로 서술한다.

## 명칭
738년 완성된 중국의 《대당육전》(大唐六典)에는 「변방 지역의 방위를 위해 방인을 둔다」(辺要置防人為鎮守)고 언급하고 있다. 방인의 수는 담당 지역의 규모에 따라 정해졌는데 상진(上鎮)에는 5백 명, 중진(中鎮)에는 3백 명, 하진(下鎮)에는 3백 명 이하로 하였으며, 상수(上戍)는 50명, 중수(中戍)는 30명, 하수(下戍)는 30명 이하로 두었다. 당대 초기에는 전국에 상진이 20개 소, 중진이 90개 소, 하진이 135개 소가 있었고, 상수는 30개 소, 중수는 86개 소, 하수가 235개 소였다고 기록되어 있다. 이를 통합해 계산해 보면 모두 7~8만 명 정도의 병력이 된다. 병사들은 농촌에서 징병되는 것 외에도 범죄자나 거주지 없는 자 등도 포함되었다. 복무 연한은 3년이었으나, 연장되는 일도 많았다. 양식 ・ 무기는 자신이 직접 준비해 가야 하였다. 한편 당 현종 재위기인 개원(開元), 천보(天宝) 연간(713년-756년)에 이르면 모집된 직업 군인으로 구성되게 되었다.
「사키모리」(さきもり)라는 독법은 예로부터 곶이나 섬 등을 수비하던 「미사키모리」(岬守)나 「시마모리」(島守)의 존재에서 기인한 것으로, 여기에 당의 제도였던 「방인」(防人)이 수입되면서 기존의 한자 표기를 대체하게 된 것은 아닐까 해석하는 견해도 있다. 한편 사키모리(防人)는 음독하여 보진(ぼうじん)이라고도 읽는다.

## 연혁

### 제도
왜국은 다이카(大化) 2년(646년) 다이카 개신(大化の改新)이라는 이름의 국제 개혁을 시행하였는데, 새로 즉위한 고토쿠 천황(孝徳天皇)이 시정 방침으로 삼은 개신의 조(改新の詔)에서 사키모리 제도의 시행을 언급하고 있다. 663년 백제를 구원하기 위해 한반도로 파병되었던 왜군은 백강 전투에서 나 ・ 당 연합군에 의해 궤멸되었고, 이를 계기로 이들에 의한 왜 열도로의 역습을 우려한 왜국 조정은 규슈(九州) 연안의 방위를 위해 사키모리를 설치하였다.
《다이호 율령》(大宝律令)의 군방령(軍防令, 701년)이나 이를 계승한 《요로 율령》(養老律令, 757년)에 따르면 수도의 경호를 맡는 병사를 위사(衛士)라 하고, 변경 방비를 사키모리(防人)로 하는 등, 율령으로 규정되어 운용되었다. 사키모리는 중국의 방인과 마찬가지로 복무 연한은 3년이었고 여러 구니(国)의 군단으로부터 파견되었으며, 복무 연한이 연장되는 일도 있었고 양식 ・ 무기는 자신이 직접 준비해 가지고 가야 했다. 규슈 지역을 포함한 일본 서부 지역의 군사 행정을 총괄했던 다자이후(大宰府)가 그 지휘를 맡았고, 이키(壱岐) ・ 쓰시마(対馬) 및 지쿠시(筑紫) 여러 구니에 나뉘어 배치되었다. 나아가 출토된 문자 자료로는 2004년에 사가현(佐賀県) 가라쓰시(唐津市)의 나카하라 유적(中原遺跡)에서 「防人」이라고 적은 묵서명이 있는 목간이 출토되어, 히젠국(肥前国)에도 사키모리가 배치되었을 가능성이 있다. 당초에는 도토미(遠江) 동쪽의 도고쿠 지역에서 징병되었고, 복무 기간 동안에도 그들이 내야 하는 세금이 면제되거나 하지는 않았기 때문에 농민으로써는 무거운 부담일 수밖에 없었으며, 따라서 병사들의 사기도 낮았던 것으로 여겨지고 있다. 징집된 사키모리들은 규슈까지 감시자가 동행하여 데리고 갔으나 임무를 마치고 귀향할 때는 아무것도 없었으며 도중에 길에서 객사하는 자도 적지 않았다. 2005년 나카하라 유적에서는 가이국(甲斐国, 지금의 일본 야마나시 현) 출신의 사키모리의 존재를 보여주는 목간이 출토되었고, 2007년에는 「相模型杯」와 같은 형태의 토기(식기)가 출토되어, 사가미(相模) 출신의 사키모리가 이 지역으로 파견되어 있었던 것을 암시하고 있다.
757년 이후 규슈 지역에서 징발되어 기용되었다. 나라 시대(奈良時代) 말기인 792년 간무 천황(桓武天皇)이 건아 제도(健児の制)를 성립시키고 군단 ・ 병사 제도가 폐지된 뒤에도 국토방위를 위한 병사의 질보다도 수를 중시한 조정은 사키모리 폐지를 유예하였다. 실제로 8세기 말부터 10세기 초에 걸쳐 차츰 신라 해적들이 규슈 지역을 습격하는 일이 잦았고, 고닌의 입구(弘仁の入寇)라 불리는 대규모 신라 해적들의 침공 이후에는 사키모리의 인원을 증강시키는 것뿐 아니라 한때 폐지되었던 병종인 노(弩)를 부활시켜서 이후 조간(貞観) - 간표(寛平) 시기에 있었던 신라 해적들의 규슈 침공에 대응하였다.
인세이(院政) 시기에 이르러 북면무사(北面武士) ・ 추포사(追捕使) ・ 압령사(押領使) ・ 각지의 지방 무사단(武士団)이 성립되고, 질을 중시한 인(院)은 차츰 사키모리의 규모를 축소시켜서 10세기에 이르면 실질적으로 소멸되었다. 1019년 도이(刀伊)라는 동여진 해적들이 규슈 지역을 침공해 이를 격퇴했을 때에는 다자이노곤노소치(大宰権帥) 후지와라노 다카이에(藤原隆家)가 거느린 규슈 지역 무사들이 그 병력을 구성하고 있었다(도이의 입구).

### 규모
사키모리가 도고쿠 지역으로부터 징병되었을 때 그 규모는 2천 명 정도를 헤아렸다. 덴표(天平) 10년(738년)의 「스루가 국 정세장」(駿河国正税帳)에 따르면 이 해 스루가(駿河)를 거쳐 도고쿠로 돌아온 사키모리의 수는 1,083명으로 그 내역을 보면 이즈국(伊豆国) 22인, 가이 국 39인, 사가미 국 230인, 아와 국(安房国) 23인, 가즈사국(上総国) 223인, 시모우사 국(下総国) 270인, 히타치 국(常陸国) 265인이었다. 따로 사키모리로 보내졌던 도토미, 스루가, 무사시(武蔵), 고즈케(上野), 시모쓰케(下野) 등에서도 비슷한 규모의 사비모리가 파견되었을 것으로 추측되며, 나아가 1,000인 정도가 가산되어 합계 2083인이 된다. 이들 사키모리의 규모는 같은 해의 「스오 국 정세장」(周防国正税帳)을 통해서도 들어맞으며, 사키모리는 3반(班)으로 나뉘어 귀향되었고 중반(中班) 953인, 후반(後班) 124인이 기록으로 남아 있다. 전반(前班)의 인수는 남아 있지 않지만 비용이나 들어 간 식량을 통해 1천 인 규모였던 것으로 산출되어 합계 2,077인이 된다.

### 사키모리노우타(防人歌)
나라 시대에 성립된 『만요슈』(万葉集)에는 사키모리 임무로 징집된 병사들으나 그 가족들이 읊었다는 노래(와카)가 100수 이상 수록 되어 있고, 이들을 통칭 사키모리노우타(防人歌, 사키모리의 노래)라고 부른다. 간토 지방(関東地方) 등 도고쿠의 말이 쓰인 것도 많으며, 히가시노우타(東歌)처럼 고대 일본의 생활 양상을 전하고 있다.

## 현대의 사키모리
고대의 사키모리가 규슈 연안 구니의 방어에 종사하고 있었던 데에서, 현대 일본에서는 평소 위험과 가까이 하면서 지역사회의 안전을 지키는 직무에 종사하는 공무원, 예를 들어 자위대의 관리나 경찰관 ・ 소방관(소방단원) ・ 해상보안관(海上保安官) 등을 사키모리라고 부르기도 한다.
또한 2014년 11월 9일에 일본 오키나와현(沖縄県) 지사 선거 와중에 오키나와현 도미구스쿠시(豊見城市)에서 있었던 강연회에서 일본의 극우단체 '일본회의'의 대외선전 단장인 사쿠라이 요시코(櫻井よしこ)가 중국과의 국경에 가까운 오키나와를 「사키모리」에 비유하기도 하였다.

## 참고 문헌
- 森弘子『太宰府発見』海鳥社、2003年、ISBN 4-87415-422-0
- 筑紫豊『さいふまいり』西日本新聞社、1976年
- 前田淑『大宰府万葉の世界』弦書房、2007年、ISBN 978-4-90211678-6
- 浦辺登『太宰府天満宮の定遠館』弦書房、2009年、ISBN 978-4-86329-026-6
- 瀬野精一郎『長崎県の歴史』山川出版社、1998年、ISBN 978-4634324206